# Cerapachys desposyne
Cerapachys desposyne är en myrart som beskrevs av Wilson 1959. Cerapachys desposyne ingår i släktet Cerapachys och familjen myror. Inga underarter finns listade.